# Новорогачинское
Новорогачинское (укр. Новорогачинське) — село в Нижнесерогозской поселковой общине Генического района Херсонской области Украины. Расположено на реке Большая Калга. В 2022 году, во время вторжения России на Украину, село было захвачено. На данный момент находится под оккупацией ВС РФ.
Население по переписи 2001 года составляло 150 человек. Почтовый индекс — 74732. Телефонный код — 5540. Код КОАТУУ — 6523882003.

## Местный совет
74732, Херсонская обл., Нижнесерогозский р-н, пос. Вольное, ул. Центральная, 7